# Rookgranaat

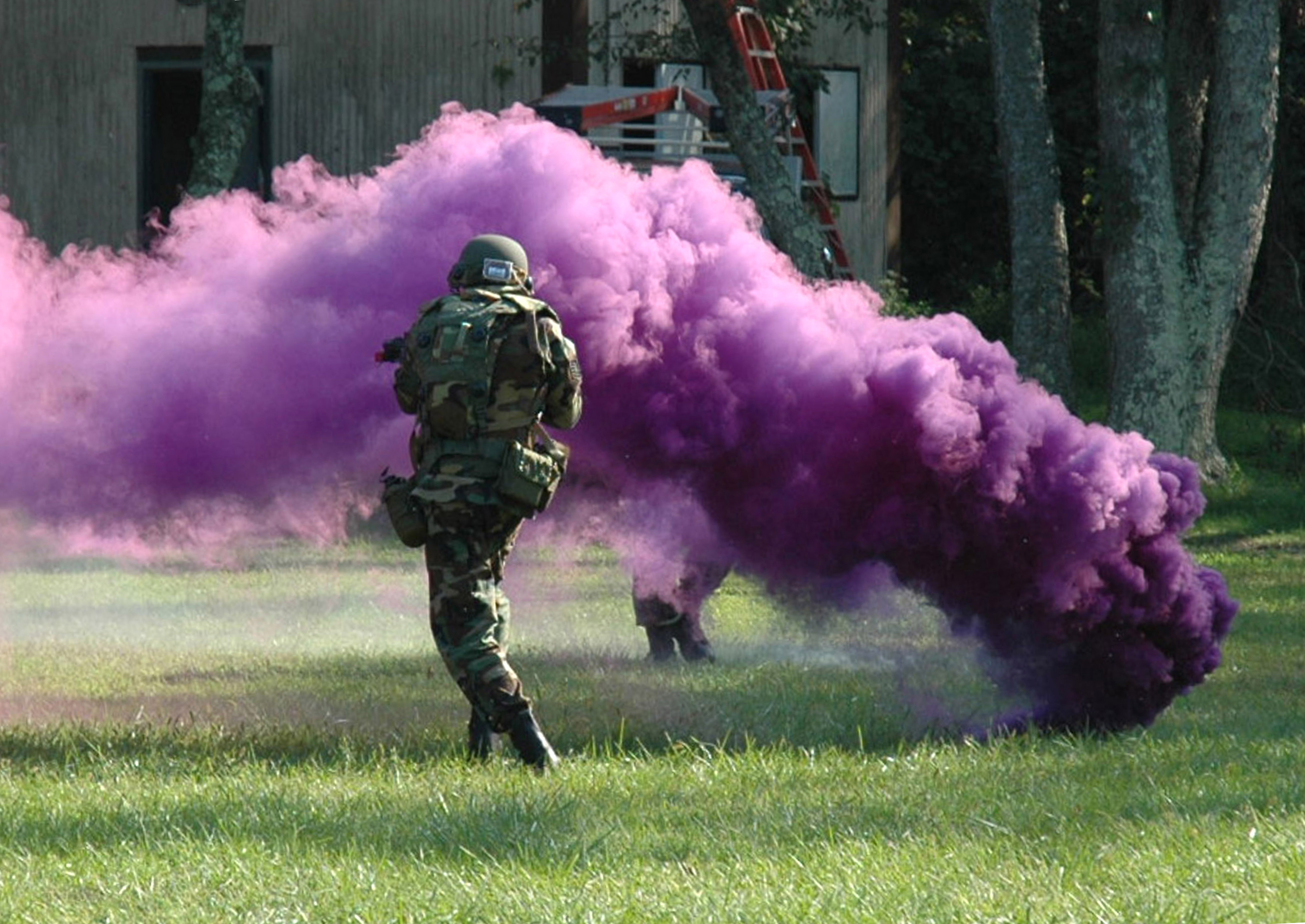
Een rookgordijn opgetrokken door een rookhandgranaat.

Een rookgranaat is een type granaat dat rook verspreidt wanneer afgeworpen.
Rook(hand)granaten zijn meestal niet dodelijk, maar kunnen wel letsels veroorzaken. Rookgranaten worden normaliter niet ingezet als strijdmiddel, maar om rookgordijnen op te trekken of landingsplaatsen te markeren. Ze kunnen ook bij oefeningen gebruikt worden om rook afkomstig van een brand te simuleren. ± 30 seconden na de ontsteking is de rookontwikkeling het meest effectief. Rook van rookgranaten wordt beïnvloed door zowel windrichting als –snelheid. Er zijn rookgranaten met witte, maar ook met gekleurde rook.